# Si-o-se Pol
Die Si-o-se Pol (persisch سی و سه پل, ‚33-Bogen-Brücke‘) – außerhalb Irans auch als Allah-Verdi-Khan-Brücke bekannt – in der iranischen Großstadt Isfahan ist eine von elf Brücken über den Zayandeh Rud und neben der Pol-e Schahrestan und der Pol-e Chadschu eine der bekanntesten. Sie ist für den Autoverkehr gesperrt.

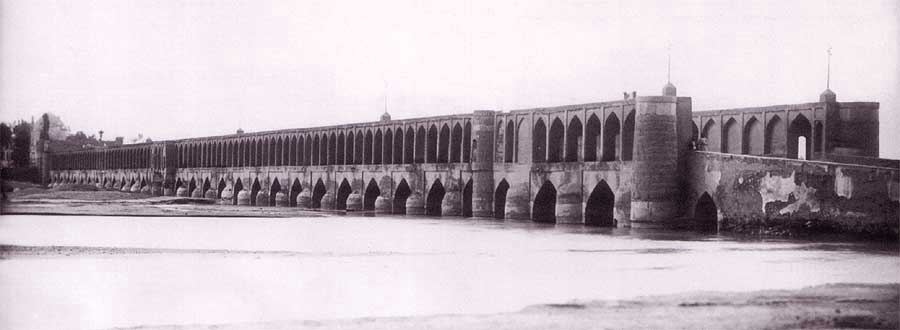
Historische Aufnahme der Brücke, 1873

Die Brücke wurde in der Safawiden-Zeit erbaut und gilt als Meisterwerk dieser Epoche. Sie wurde 1602 durch Schah Abbas I. in Auftrag gegeben und von seinem Kanzler Allahverdi Khan Undiladze, einem Iraner georgischer Abstammung, gebaut. Sie sollte Schah Abbas I. berühmte Vier Gärten (bis heute die Hauptverkehrsader Isfahans) mit den königlichen Gärten Hazar Jaribs und dem Armenierviertel von Dschulfa am Südufer des Flusses verbinden.
Si-o-se Pol ist ein zweistöckiges Viadukt, konzipiert als Ziegelbau auf Steinpfeilern. Sie ist 290,4 Meter lang und 13,5 Meter breit und besteht – wie der Name sagt (persisch Sioseh = 33) – aus 33 Bögen. Der Hauptverkehrsweg wird zu beiden Seiten von überdachten Arkaden eingefasst. Breite Treppen führen zu den Promenaden, welche längs der gesamten Brücke verlaufen. Am Ende, an dem der Fluss liegt, befindet sich ein deutlich größerer Bogen, auf dem ein Teehaus eingerichtet ist. Ursprünglich sollen Fresken die Innenwände geziert haben. Diese wurden aber abgetragen, da sie als obszön empfunden wurden.

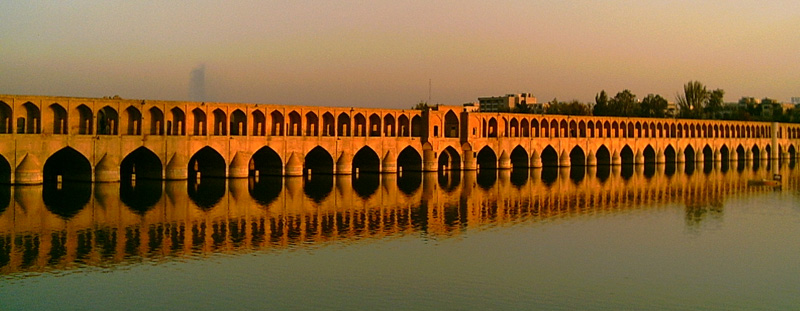
Brücke in der Dämmerung

Bis heute kann man in mehreren unter dem Brückendach gelegenen Teehäusern Tee trinken und Ḡalyān rauchen. In trockenen Sommern führt der Fluss Zayandeh Rud bisweilen sehr wenig bis kein Wasser.

## Einzelnachweise
